# NGC 6993
NGC 6993 is een spiraalvormig sterrenstelsel in het sterrenbeeld Steenbok. Het hemelobject werd in 1886 ontdekt door de Amerikaanse astronoom Francis Preserved Leavenworth.

## Synoniemen
- ESO 529-11
- MCG -4-49-7
- IRAS 20509-2539
- PGC 65671